# Pygmodeon staurotum
Pygmodeon staurotum es una especie de escarabajo longicornio del género Pygmodeon, tribu Neoibidionini, subfamilia Cerambycinae. Fue descrita científicamente por Martins en 1970.
La especie se mantiene activa durante los meses de julio y diciembre.

## Descripción
Mide 13,1-14,2 milímetros de longitud.

## Distribución
Se distribuye por Venezuela.